# Sophie Lamoureux
Pour les articles homonymes, voir Lamoureux.
Sophie Lamoureux est une journaliste et écrivaine française. Elle vit à Toulouse.

## Biographie
Diplômée de l'École supérieure de journalisme de Paris, Sophie Lamoureux travaille comme journaliste indépendante, avant de se spécialiser dans l'édition pour la jeunesse. L'autrice s'empare de sujets d’actualités contemporains à travers les ouvrages Comment parler de politique aux enfants, L'Immigration à petits pas, La Crise ou Les Clés de l'info.
Titulaire d'une maîtrise d'histoire, Sophie Lamoureux souhaite rendre la grande Histoire accessible aux plus jeunes, avec notamment Sur la piste des héros de l'ombre : Les résistants de la Seconde Guerre mondiale (2015) ou La Première Guerre mondiale. 50 drôles de questions pour la découvrir ! (2018). Dans Épopées des chevaliers de la Table ronde, elle tisse les liens unissant les personnages de cet ordre légendaire.
En 2013, Sophie Lamoureux est lauréate d'une bourse d'écriture du Centre régional des lettres de Midi-Pyrénées. Elle anime également des ateliers de décryptage de l'info et des médias,.

## Publications
- Les Clés de l'info : Pour mieux comprendre les médias et l'actualité, Élisabeth Combres, Florence Thinard, Sophie Lamoureux, Gallimard Jeunesse, 272 p., 2005  (ISBN 2070570665).
- La Presse à petits pas, Actes Sud Junior, Coll. À petits pas, 79 p., 2006  (ISBN 2742763120).
- Le Livre des jeux, ill. Christelle Enault, Actes Sud Junior, 95 p., 2007  (ISBN 2742771212).
- La Crise, Gallimard Jeunesse, Coll. Les clés de l'info, 64 p., 2009  (ISBN 2070625389).
- La Politique à petits pas, Sophie Lamoureux, Claire Perret, 77 p., 2009  (ISBN 2742779760)[6].
- Les Gaulois, ill. Alban Marilleau, Toma Danton, Milan Jeunesse, Coll. Un clic dans l'histoire, 61 p., 2010  (ISBN 2745938983).
- Comment parler de politique aux enfants ?, Éditions Le Baron Perché, Coll. Comment parler aux enfants, 176 p., 2010  (ISBN 2360800191).
- Pour ! ou Contre ! : l’actualité en débat, ill. Clément Chassagnard, Loïc Le Gall, Gallimard Jeunesse, Coll. Albums documentaires, 96 p., 2011  (ISBN 2070640930).
- L'Immigration à petits pas, ill. Guillaume Long, Actes Sud Junior, Coll. À petits pas, 77 p., 2011  (ISBN 2742795103).
- L'Écologie, Sophie Lamoureux, ill. Cyrille Meyer et Sébastien Telleschi, Nathan, Coll. Questions réponses 8/10 ans, 32 p., 2012  (ISBN 2092540017).
- Les Égyptiens, ill. Charline Picard, Éditions Milan, Coll. Mes p'tites questions, 40 p., 2013  (ISBN 2745960210).
- Les Indiens d’Amérique, ill. Vincent Caut, Actes Sud Junior, Coll. À très petits pas, 35 p., 2013  (ISBN 2330022158).
- Comment parler de l'Europe aux enfants, Éditions Le Baron Perché, Coll. Comment parler aux enfants, 111 p., 2013  (ISBN 2360800906).
- Les Grandes découvertes à petits pas, ill. Benjamin Lefort, Actes Sud Junior, Coll. À petits pas, 78 p., 2013  (ISBN 2330019904).
- Comment parler de la Grande Guerre aux enfants, Éditions Le Baron Perché, Coll. Comment parler aux enfants, 109 p., 2013  (ISBN 2360800892).
- Sur la piste du soldat inconnu, Actes Sud Junior, 122 p., 2014  (ISBN 2330027249).
- Les Légendes noires : Anthologie des personnages détestés de l'Histoire, ill. Virginie Berthemet, Casterman, 93 p., 2014  (ISBN 2203080620).
- La Politique, Sophie Lamoureux, Claire Perret, Actes Sud Junior, Coll. À petits pas, 77 p., 2014  (ISBN 2330032390)[7],[8].
- Sur la piste des héros de l'ombre : Les résistants de la Seconde Guerre mondiale, Actes Sud Junior, 120 p., 2015  (ISBN 2330050771).
- La Petite encyclopédie des pourquoi ?, Mes premières découvertes, 68 p., 2015  (ISBN 2070666166).
- La Petite encyclopédie des comment ?, Mes premières découvertes, 68 p., 2016  (ISBN 2070550672).
- Planète migrants, Sophie Lamoureux, Amélie Fontaine, Actes Sud Junior, 80 p., 2016  (ISBN 2330064004).
- La Petite princesse des croisades, Bulles de savon, 2016  (ISBN 1090597711).
- Le Mystère Napoléon, ill. Anne-Lise Nalin, Bayard Jeunesse, Coll. Les grandes énigmes de l'Histoire, 96 p., 2016  (ISBN 2747063550).
- La Grande épopée des chevaliers de la Table ronde, tome 1 : Arthur et Merlin, ill. Olivier Charpentier, Actes Sud Junior, 204 p., 2016  (ISBN 2330068999).
- La Grande épopée des chevaliers de la Table ronde, tome 2 : Lancelot et Guenièvre, ill. Olivier Charpentier, Actes Sud Junior, 211 p., 2017  (ISBN 2330086628).
- Le Rouge au fusil, Éditions Talents Hauts, Coll. Les héroïques, 192 p., 2018  (ISBN 2362662322).
- La Première Guerre mondiale. 50 drôles de questions pour la découvrir !, Sophie Lamoureux et Zelda Zonk, Tallandier jeunesse, Coll. Cétékoi ?, 128 p., 2018  (ISBN 1021033405)[9],[10].